# Гјаре-Молино (Ла Специја)
Гјаре-Молино је насеље у Италији у округу Ла Специја, региону Лигурија.
Према процени из 2011. у насељу је живело 175 становника. Насеље се налази на надморској висини од 43 м.